# Cardeñosa
Cardeñosa é um município da Espanha na província de Ávila, comunidade autónoma de Castela e Leão, de área  km² com população de 538 habitantes (2007) e densidade populacional de 13,05 hab/km².

## Demografia
| Variação demográfica do município entre 1991 e 2004 | Variação demográfica do município entre 1991 e 2004 | Variação demográfica do município entre 1991 e 2004 | Variação demográfica do município entre 1991 e 2004 |
| --------------------------------------------------- | --------------------------------------------------- | --------------------------------------------------- | --------------------------------------------------- |
| 1991                                                | 1996                                                | 2001                                                | 2004                                                |
| 604                                                 | 569                                                 | 544                                                 | 530                                                 |